# 富士急樂園站

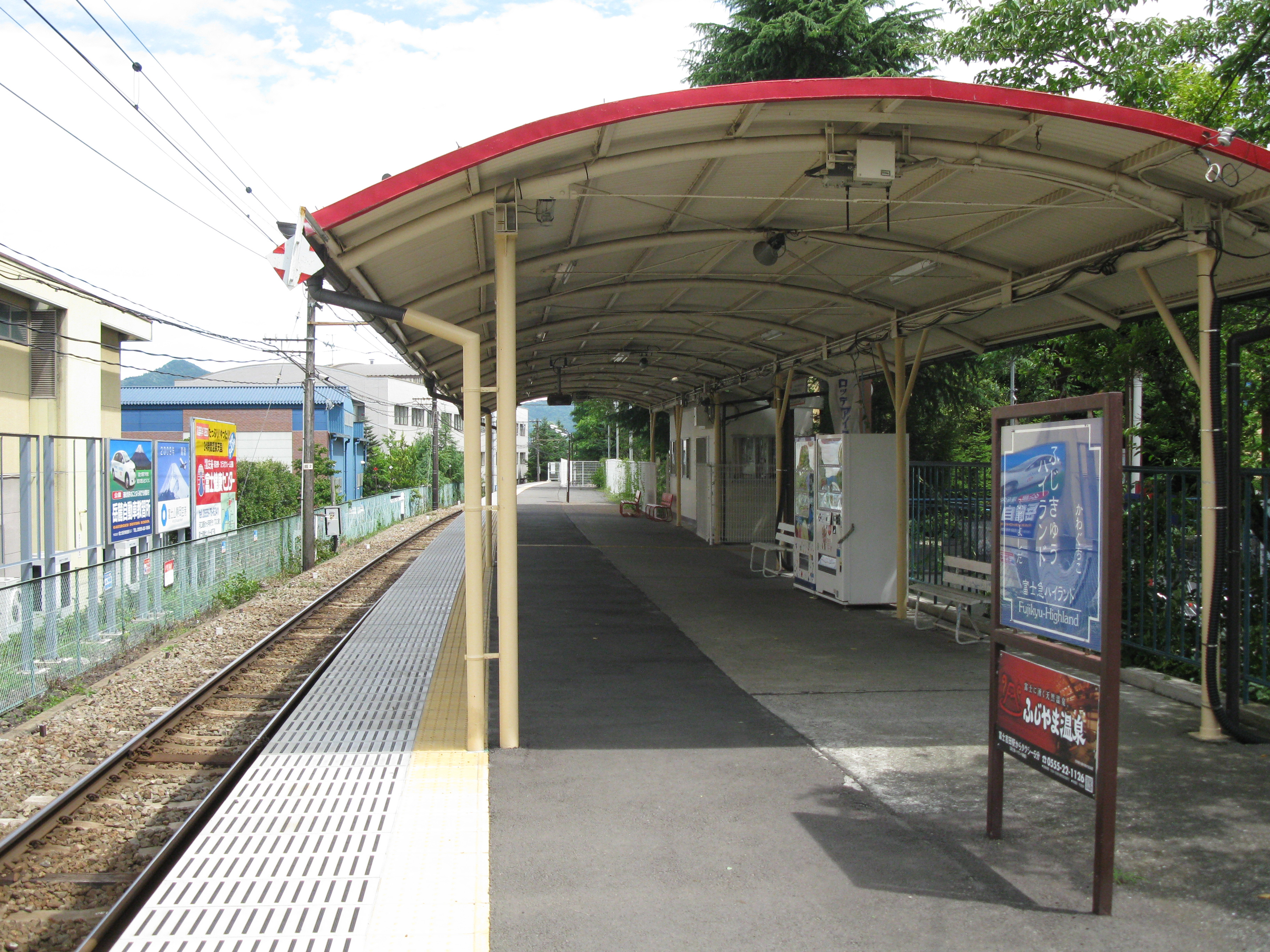
富士急高原樂園車站月台

富士急樂園站（日语：／ Fujikyū-hairando eki */?）是一個位於日本山梨縣南都留郡富士河口湖町，屬於富士急行河口湖線的鐵路車站。車站編號是FJ17。
站名是遊樂園「富士急樂園」的玄關口。海拔829公尺。開業時的站名為「高原樂園站」，是當時日本首個只用片假名標記稱呼的車站。

## 歷史
- 1961年（昭和36年）12月1日：作為高原樂園站開業。
- 1978年（昭和53年）6月：業務委託化。
- 1981年（昭和56年）1月11日：改名為富士急樂園站。
- 2020年（令和2年）3月12日：為紀念湯瑪士小火車原作75周年進行改裝，站名加入副標題富士急樂園〈湯瑪士樂園〉站。

## 車站構造
側式月台1面1線的地面車站。考慮到會有臨時列車入線，故可停靠6節編組。軌道由東南往西北行走，月台設於西南側。月台上設有一個可以關閉的候車室。
站舍是與富士急樂園的第二入園口一體化的建築物，用作站舍的部分設有有人窗口和簡易的自動售票機1部。與每年約200萬人入場人數的富士急樂園比較，上下車旅客總数甚少。
曾經為直營站，1978年（昭和53年）起成為業務委託站。

## 車站周邊
- 富士急樂園
- 富士急行公司總部
- 國道137號

## 使用情況
2017年度（平成29年度）1日平均上下車人次為1,173人。
近年年間上車人次、上下車人次推移如下表。
| 年度   | 年間 上車人次 | 年間 上下車人次 | 1日 上下車人次 |
| ------ | ------------- | --------------- | -------------- |
| 2002年 | 108,221       | 252,751         |                |
| 2003年 | 105,863       | 262,855         |                |
| 2004年 | 108,069       | 282,630         |                |
| 2005年 | 93,611        | 248,659         |                |
| 2006年 | 116,598       | 297,273         |                |
| 2007年 | 114,475       | 306,271         |                |
| 2008年 | 117,578       | 309,791         |                |
| 2009年 | 116,546       | 303,533         |                |
| 2010年 | 111,309       | 297,473         |                |
| 2011年 | 109,579       | 300,029         | 820            |
| 2012年 | 133,056       | 357,552         | 980            |
| 2013年 | 151,856       | 403,277         | 1,105          |
| 2014年 | 145,002       | 397,352         | 1,089          |
| 2015年 | 157,431       | 414,752         | 1,133          |
| 2016年 |               |                 | 1,068          |
| 2017年 |               |                 | 1,173          |

## 相鄰車站
富士急行
■河口湖線
- ■特急「富士回遊」「富士山特急」「富士山View特急」停靠站（此站－富士山站、河口湖站間只限使用乘車券）

■普通（包括JR中央線內中央特快、通勤快速、快速列車）
富士山（FJ16）－富士急樂園（FJ17）－河口湖（FJ18）

## 外部連結
- 富士急樂園站 （页面存档备份，存于） - 富士急行